# 高山合同庁舎
高山合同庁舎(たかやまごうどうちょうしゃ）は、岐阜県高山市にある、国の機関が入居する庁舎（合同庁舎）である。

## 概要
- 高山市内に分散していた国の機関を集約した庁舎である。2020年（令和2年）11月竣工。11月24日より全入居官署の業務を開始[1]。
- 外観は高山市内の三町地区などの古い町並みにある、軒が連続する水平線や深い庇などの雰囲気を取り入れ、色も暖色系としている。
- 庁舎の内装の一部には木材を多く使用している。また、車庫と自転車置場は木造である。

## 入居官庁
- 名古屋国税局高山税務署
- 自衛隊岐阜地方協力本部高山出張所
- 岐阜地方検察庁高山支部
  - 高山区検察庁
- 岐阜労働局高山公共職業安定所（ハローワーク高山）
- 岐阜地方法務局高山支局

## 交通アクセス
- 高山本線高山駅下車、徒歩約5分

## 周辺施設
- 高山市役所
- 高山市総合福祉センター
- 高山市民文化会館
- 岐阜地方裁判所高山支部・岐阜家庭裁判所高山支部・高山簡易裁判所
- 高山市立西小学校
- 高山市立南小学校
- 飛騨国分寺
- 富山第一銀行高山支店
- 飛騨信用組合けやき通り支店
- 高山信用金庫駅西支店
- 高山駅